# Zlatoritka
Zlatoritka, tudi zlatnica (znanstveno ime Euproctis chrysorrhoea) je nočni metulj iz družine nepravih sovk, ki je primarni parazit na 26 rodovih dreves iz 13 družin.

## Opis
Odrasli metulji preko snežno belih kril merijo od 30 do 35 mm. Samci imajo na prednjih krilih več črnih pik. Ime je vrsta dobila po značilnem šopu rumenih dlačic na koncu abdomna, ki so pri samicah daljše kot pri samcih. Gosenica je sivo črne barve z rdečkastimi in belimi lisami ter rumenkastimi dlačicami. Na 9. in 10. segmentu ima po eno rdečo bradavico, iz katere izloča strupeni izloček. Dlačice se ob stiku s kožo odlomijo in povzročajo srbeč izpuščaj, glavobol in težave pri dihanju. Ob stiku z gosenico je potrebno izpostavljeno kožo sprati z milnico, oči pa z vodo. 
Zlatoritka ima enoletno generacijo, ki traja 10 mesecev v letu. Roji od konca junija do sredine julija. Samica jajčeca običajno odlaga v pasovih na spodnje listne ploskve, včasih pa tudi na vejice. Naenkrat samica odloži do 400 jajčec, ki jih zakamuflira z dlačicami iz zadka. Embrionalni razvoj traja 2 do 3 tedne, konec avgusta ali v začetku septembra pa se iz jajčec izležejo majhne, sivo črne gosenice, ki se hranijo z listom, na katerem so se izlegle. Nato iz ostankov lista in z okoliškimi listi sestavijo gnezdo, v katerem skupaj prezimijo. V posameznem gnezdu je lahko od 25 do 400 gosenic. Konec aprila se gosenice spet začnejo prehranjevati, običajno ponoči, dan pa preživijo v gnezdu. Na koncu te faze se gosenice razidejo in se hranijo posamično, nato pa se  zabubijo med listi ali na tleh. Iz temno sivih bub, zapredenih v svetlejši kokon se po enem mesecu, običajno julija izležejo odrasli metulji. Metulji se ne hranijo in po rojenju le še izležejo nova jajčeca, nato pa poginejo.

## Razširjenost
Zlatoritka je bila v Severno Ameriko prinešena iz Evrope leta 1897 in tam zdaj velja za invazivno vrsto.